# 우리는 달에 가기로 선택했다
우리는 달에 가기로 선택했다(영어: We choose to go to the Moon)로 흔히 알려진 국가 우주 노력에 대한 라이스 대학교 연설(영어: Address at Rice University on the Nation's Space Effort)은 미국의 존 F. 케네디가 1962년 9월 12일에 행한 연설이다. 이 연설의 목적은 10년이 끝나기 전에 인류를 달에 착륙시키고 안전하게 지구로 귀환시키려는 그의 제안에 대한 대중의 지지를 강화하는 것이었다. 케네디는 대통령 고문이자 연설문 작성자인 테드 소렌슨이 대부분 작성한 이 연설을 텍사스주 휴스턴의 라이스 대학교 스타디움에 모인 많은 인파 앞에서 했다.
케네디는 연설에서 우주를 새로운 개척지로 묘사하며, 미국 민속을 지배했던 개척자 정신을 불러일으켰다. 그는 연설에 긴박감과 운명감을 불어넣었으며, 미국인들이 자신들의 운명을 남이 선택하게 하는 대신 스스로 선택할 수 있는 자유를 강조했다. 소련과의 경쟁을 촉구하면서도 케네디는 달 착륙을 공동 프로젝트로 만들 것을 제안했다. 이 연설은 광범위하게 반향을 일으켰지만, 달 착륙 노력의 비용과 가치에 대한 불안감도 있었다. 케네디의 목표는 그가 사망한 뒤인 1969년 7월 20일, 아폴로 계획의 성공적인 아폴로 11호 임무로 실현되었다.

## 배경
존 F. 케네디가 1961년 1월 미국 대통령이 되었을 때, 많은 미국인들은 미국이 약 4년 전 최초의 인공위성인 스푸트니크 1호를 성공적으로 발사했던 소련과의 우주 경쟁에서 지고 있다고 생각했다. 1961년 4월 12일, 러시아 코스모너트 유리 가가린이 미국이 최초의 머큐리 계획 우주비행사를 발사하기도 전에 인류 최초로 우주에 진출하면서 이러한 인식은 더욱 커졌다. 5일 후 피그스만 침공 실패로 미국의 위신은 더욱 손상되었다.
미국의 우주 우위를 단호하게 보여줄 업적에 대한 정치적 필요성을 확신한 케네디는 국가우주위원회 의장으로서 부통령 린든 B. 존슨에게 그러한 업적을 식별해달라고 요청했다. 그는 특히 미국이 우주에 실험실을 설치하거나, 사람을 달 주위에 궤도에 진입시키거나, 사람을 달에 착륙시키는 데 소련을 이길 수 있는지, 그리고 그러한 프로젝트에 얼마의 비용이 들 것인지 조사해달라고 요청했다. 존슨은 미국 항공 우주국(NASA) 관리들과 상의했다. NASA의 새로운 국장 제임스 E. 웹은 그에게 러시아를 이기고 우주정거장을 발사할 가능성은 없으며, NASA가 사람을 달 주위에 먼저 궤도에 진입시킬 수 있을지 확신할 수 없으므로, 최선의 선택은 사람을 달에 착륙시키려고 시도하는 것이라고 말했다. 이것은 또한 가장 비싼 선택이 될 것이다. 웹은 1970년까지 이를 달성하려면 220억 달러(1961년 가치로 188억 달러에 해당)가 필요할 것이라고 믿었다. 존슨은 또한 베르너 폰 브라운; 버나드 슈리버 중장을 포함한 군 지도자들; 그리고 세 명의 비즈니스 임원인 CBS의 프랭크 스탠턴, 아메리칸 일렉트릭 파워의 도널드 C. 쿡, 브라운 & 루트의 조지 R. 브라운과도 상의했다.
케네디는 1961년 5월 25일 의회 앞에 서서 미국이 "이 10년이 끝나기 전에 인간을 달에 착륙시키고 안전하게 지구로 귀환시키는 목표를 달성하는 데 전념해야 한다"고 제안했다. 이 제안은 처음에는 광범위한 지지를 얻지 못했다. 1961년 4월 갤럽 여론조사에 따르면 미국인의 58%가 이에 반대했다.
케네디의 목표는 NASA의 아폴로 계획에 구체적인 방향을 제시했으며, 이를 위해 NASA의 Space Task Group을 유인 우주선 센터로 확장해야 했다. 텍사스주 휴스턴이 새로운 센터 부지로 선정되었으며, 험블 오일 앤 리파이닝 컴퍼니는 1961년 라이스 대학교를 중개자로 하여 부지를 기증했다. 케네디는 1962년 9월 이 새로운 시설을 이틀간 방문했다. 그는 머큐리 세븐 우주비행사 스콧 카펜터와 존 글렌의 안내를 받았고, 제미니와 아폴로 우주선의 모델을 보았다. 케네디는 또한 글렌이 미국 최초의 궤도 비행을 했던 머큐리 우주선인 프렌드십 7을 관람했다. 그는 이 기회를 이용하여 국가의 우주 노력에 대한 지지를 얻기 위한 연설을 했다. 연설의 초안은 테드 소렌슨이 작성했으며, 케네디가 일부 수정했다.

## 연설 전달
1962년 9월 12일, 따뜻하고 화창한 날, 케네디 대통령은 라이스 대학교의 라이스 스타디움에서 약 4만 명의 군중 앞에서 연설을 했다. 군중 중 많은 사람들이 라이스 대학교 학생들이었다. 연설의 중간 부분은 널리 인용되어 왔다.
우리가 이 새로운 바다로 항해하는 것은 얻어야 할 새로운 지식이 있고, 쟁취해야 할 새로운 권리가 있기 때문이며, 그것들은 모든 사람들의 발전을 위해 쟁취되고 사용되어야 합니다. 우주 과학은 핵 과학과 모든 기술처럼 자체적인 양심을 가지고 있지 않습니다. 그것이 선을 위한 힘이 될지 악을 위한 힘이 될지는 인간에게 달려 있으며, 미국이 우위를 점하는 위치에 있을 때만이 우리가 이 새로운 바주가 평화의 바다가 될지 아니면 새로운 끔찍한 전쟁터가 될지 결정하는 데 도움을 줄 수 있습니다. 나는 우리가 육지나 바다의 적대적인 사용에 대해 무방비로 있는 것처럼 우주의 적대적인 오용에 대해 무방비로 가야 한다고 말하거나 갈 것이라고 말하지 않습니다. 그러나 나는 우주가 전쟁의 불길을 지피지 않고, 인간이 지구를 확장하면서 저질렀던 실수를 반복하지 않고도 탐험되고 정복될 수 있다고 말합니다. 아직 외계에는 분쟁, 편견, 국가적 갈등이 없습니다. 그 위험은 우리 모두에게 적대적입니다. 그 정복은 인류 최고의 노력을 받을 만하며, 평화로운 협력을 위한 기회는 다시 오지 않을 수도 있습니다. 그러나 왜, 어떤 이들은 말합니다, 달인가요? 왜 이것을 우리의 목표로 선택했나요? 그리고 그들은 충분히 물을 수 있습니다, 왜 가장 높은 산을 오르나요? 왜 35년 전 대서양을 횡단했나요? 왜 라이스는 텍사스와 경기하나요? 우리는 달에 가기로 선택했습니다. 우리는 달에 가기로 선택했습니다... 우리는 이번 10년 안에 달에 가기로 선택했으며 다른 일들도 할 것입니다. 쉽기 때문이 아니라 어렵기 때문입니다. 그 목표가 우리의 에너지와 기술을 조직하고 측정하는 데 도움이 될 것이기 때문입니다. 그 도전은 우리가 기꺼이 받아들이고, 미루지 않을 것이며, 이기려 하는 도전이기 때문입니다. 다른 것들도 마찬가지입니다.
라이스-텍사스 풋볼 라이벌 관계를 언급한 농담은 케네디가 연설문에 직접 손으로 쓴 것이었다. 케네디의 연설 당시 라이스-텍사스 라이벌 관계는 매우 치열하여, 라이스가 1930년부터 1966년까지 텍사스에 18승 17패 1무로 앞섰지만, 케네디의 연설 이후 라이스는 1965년과 1994년에만 텍사스를 이겼다.

## 수사학
케네디의 연설은 세 가지 전략을 사용했다. "우주를 손짓하는 개척지로 특징짓는 것; 긴급성과 타당성의 역사적 순간 내에서 노력을 위치시키는 시간의 명확화; 그리고 달에 가서 개척 정신을 실현하도록 청중을 초대하는 최종적인, 축적적인 전략."

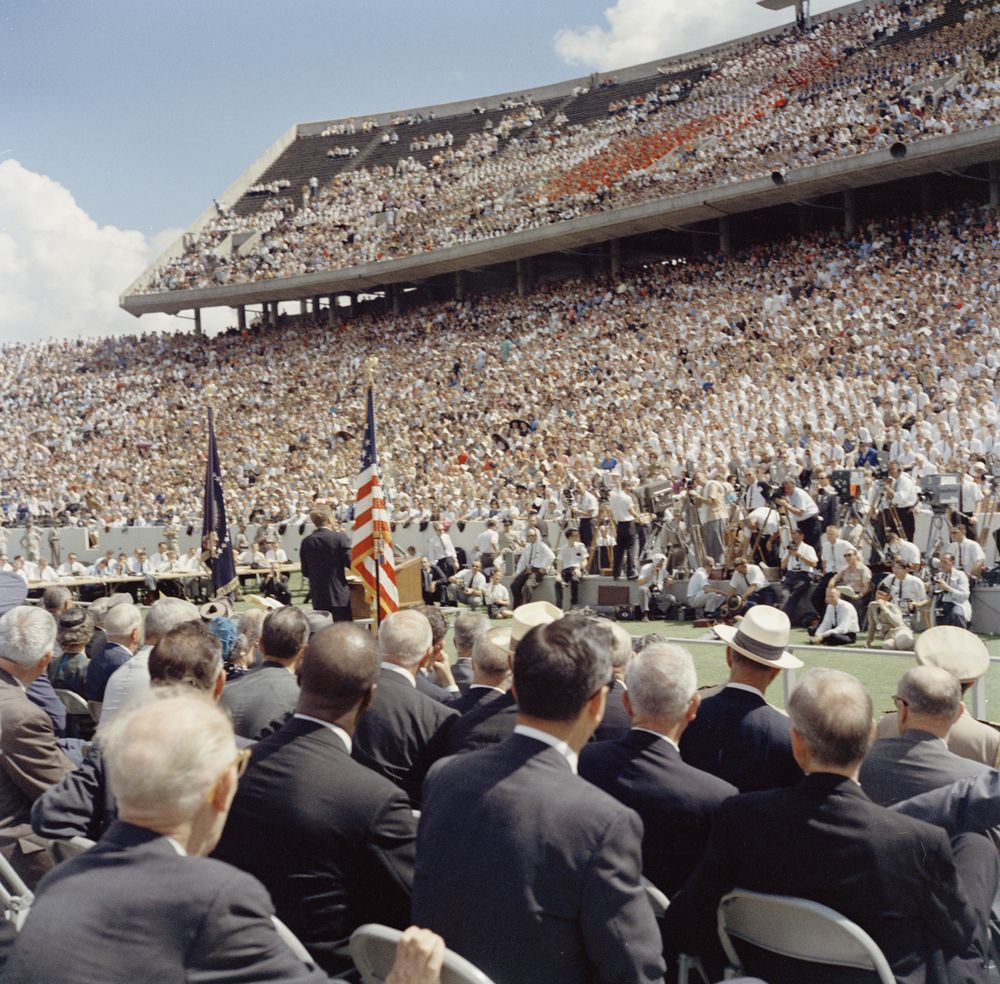
라이스 대학교에서 케네디의 연설을 지켜보는 군중

라이스 대학교 군중에게 연설할 때, 그는 우주를 탐험하려는 욕구를 건국 이래 미국 민속을 지배했던 개척 정신에 비유했다. 이를 통해 케네디는 "함께 별을 탐험하자"고 세계에 선언했던 취임 연설을 다시 언급할 수 있었다. 1961년 6월 소련 공산당 서기장 겸 총리 니키타 흐루쇼프와 만났을 때, 케네디는 달 착륙을 공동 프로젝트로 만들 것을 제안했지만, 흐루쇼프는 그 제안을 받아들이지 않았다.
연설에는 우주의 군사화를 확대하는 것에 대한 수사적 반대가 있었다. 케네디는 인류 역사를 50년으로 압축하여 "바로 지난주에 우리가 페니실린과 텔레비전과 핵 발전을 개발했으며, 이제 미국의 새로운 우주선이 금성(매리너 2호)에 도달하는 데 성공한다면, 우리는 오늘 밤 자정 전에 말 그대로 별에 도달할 것입니다."라고 말했다. 이 확장된 은유를 통해 케네디는 청중에게 긴박감과 변화의 느낌을 불어넣으려 했다. 가장 두드러지게, 라이스 연설에서 "우리는 달에 가기로 선택했습니다"라는 문구는 세 번 연속으로 반복되었고, 그 뒤에 우주의 도전이 "우리가 기꺼이 받아들이고, 미루지 않을 것이며, 이기려 하는 도전"이라는 그의 선언으로 절정에 달하는 설명이 이어졌다.
케네디는 청중에게 왜 도전을 선택하는지에 대해 수사적으로 묻기 전의 문장에서, 우주로 가는 결정이 미국인들이 추구하기로 선택한 옵션, 즉 선택의 성격을 강조했다. 그는 그것을 필수적인 것으로 주장하기보다는 그러한 노력이 제공할 수 있는 이점, 즉 국가를 통합하고 경쟁적인 측면을 강조했다. 케네디가 이전에 의회에 말했듯이, "인류가 무엇을 undertake하든지, 자유로운 사람들은 충분히 공유해야 합니다." 이 말은 미국인들이 자신의 운명을 남이 선택하게 하는 대신 스스로 선택할 수 있는 자유를 강조했다. 라이스 대학교 연설에서 케네디가 사용한 전반적인 수사적 장치와 결합되어, 이들은 미국의 우주 경쟁을 시작한 선언으로서 특히 적절했다.
케네디는 라이스 대학교 연설에서 우주 탐사에 관심 있는 시민의 수를 크게 늘릴 수 있도록, 미국 모든 시민, 심지어 전 세계가 참여할 수 있는 우주 탐사의 낭만적인 개념을 묘사했다. 그는 우주를 모든 인류를 위한 새로운 개척지로 이야기하며 청중에게 꿈을 심어주는 것으로 시작했다. 그런 다음 그는 인류 역사를 압축하여 매우 짧은 시간 안에 우주 여행이 가능해질 것이라고 보여주며 청중에게 그들의 꿈이 실현 가능하다는 것을 알렸다. 마지막으로 그는 "우리"라는 1인칭 복수를 사용하여 전 세계 사람들이 함께 우주를 탐험할 것이라고 주장하는 동시에 청중을 포함시켰다.

## 평가

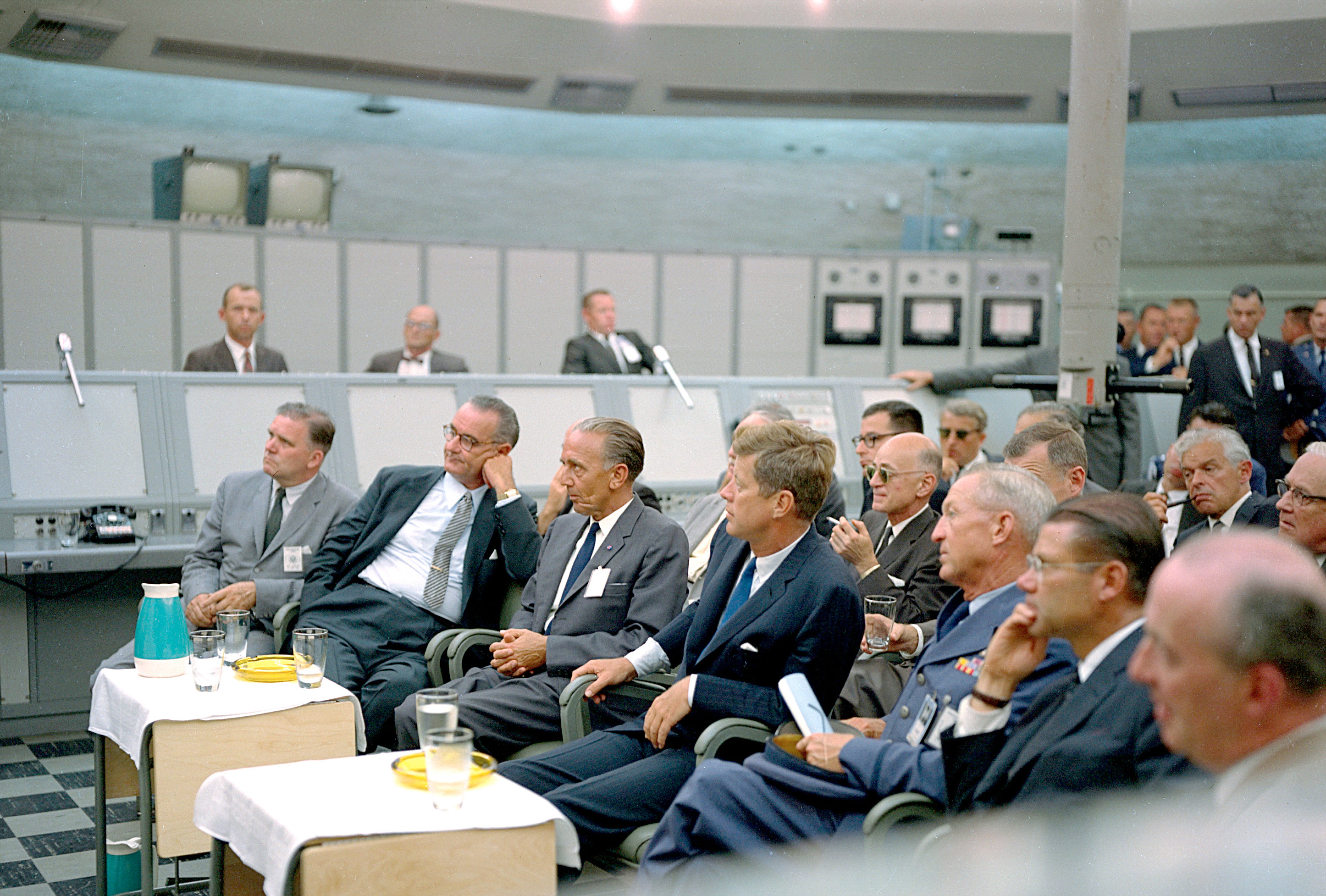
1962년 9월 11일 케이프커내버럴에서 브리핑에 참석한 케네디. 앞줄에는 (왼쪽부터) NASA 국장 제임스 E. 웹, 린든 B. 존슨 부통령, NASA 발사 센터 소장 커트 데부스, 레이턴 I. 데이비스 중장, 로버트 맥나마라 국방장관이 있다.

그날 군중 속에 있던 라이스 동문이자 『텍사스 먼슬리』 잡지의 총괄 편집자 폴 버카는 50년 후 그 연설이 "당시 미국인들이 미래를 바라보던 방식을 말해준다. 그것은 모든 기록된 역사를 요약하고 우리 시대의 역사 속에 그것을 설정하려는 훌륭한 연설이다. 오늘날의 정치인들과 달리 케네디는 국가로서 우리의 최악의 충동이 아니라 최고의 충동에 대해 이야기했다"고 회상했다. 론 새스와 로버트 컬은 참석한 라이스 대학교 교수진 중 많은 이들 가운데 있었다. 컬은 우주 탐사 프로그램의 비용에 놀랐다. 그들은 당시 야심 찬 목표가 그렇게 놀랍게 보이지 않았고, 케네디의 연설이 1960년 라이스의 오트리 코트에서 드와이트 D. 아이젠하워 대통령이 한 연설과 그렇게 다르지 않다고 생각했지만, 아이젠하워의 연설은 오래전에 잊혔고 케네디의 연설은 여전히 기억되고 있다고 회상했다.
이 연설은 달 착륙 노력에 대한 불만의 확산을 막지 못했다. 그 돈을 쓸 수 있는 다른 많은 일들이 있었다. 아이젠하워는 "달에 가기 위해 400억 달러를 쓰는 것은 그저 미친 짓이다"라고 선언했다. 상원의원 배리 골드워터는 민간 우주 프로그램이 더 중요한 군사 프로그램을 밀어내고 있다고 주장했다. 윌리엄 프록스마이어 상원의원은 과학자들이 군사 연구에서 우주 탐사로 전환될 것을 우려했다. 예산 삭감은 간신히 모면되었다. 케네디는 1963년 9월 20일 유엔 총회에서 다시 한번 공동 달 탐사를 제안하는 연설을 했다. 흐루쇼프는 참여에 대해 계속 조심스러웠고, 1963년 10월 소련이 코스모너트를 달에 보낼 계획이 없다고 선언하는 성명으로 응답했다. 그러나 그의 군사 고문들은 소련이 미국 기술을 습득할 수 있을 것이므로 그 제안이 좋은 것이라고 설득했다. 케네디는 1963년 4월, 8월, 10월에 아폴로 계획에 대한 검토를 지시했다. 최종 보고서는 케네디 암살 일주일 후인 1963년 11월 29일에 접수되었다.

## 유산
공동 달 탐사 임무는 케네디의 사망 이후 포기되었지만, 아폴로 계획은 그를 기념하는 것이 되었다. 그의 목표는 1969년 7월 아폴로 11호의 성공적인 달 착륙으로 달성되었다. 이 업적은 케네디 연설의 지속적인 유산으로 남아 있지만, 그의 기한은 필연적으로 좁은 초점을 요구했으며, 달성된 후 다음에 무엇을 해야 할지에 대한 지시가 없었다. 아폴로는 달 탐사의 시대를 열지 못했으며, 1972년 아폴로 17호 이후에는 더 이상 유인 임무가 달에 보내지지 않았다. 이후 계획된 아폴로 임무는 취소되었다.
우주왕복선과 국제우주정거장 프로젝트는 아폴로 계획만큼 대중의 상상력을 사로잡지 못했으며, NASA는 불충분한 자원으로 비전을 실현하기 위해 고군분투했다. 1989년 조지 H. W. 부시 대통령(우주 탐사 이니셔티브)과 2004년 조지 W. 부시 대통령(컨스텔레이션 계획)은 야심 찬 우주 탐사 비전을 제안했다. 컨스텔레이션이 취소된 후, 미국 우주 프로그램의 미래는 불확실해 보였다.

## 전시
케네디가 연설을 했을 때 사용했던 연설대는 스페이스 센터 휴스턴에 전시되어 있다.

## 내용주
1. 1 2  Logsdon 2011, 29쪽.
2. ↑  Young, Silcock & Dunn 1969, 109쪽.
3. ↑  Jordan 2003, 209쪽.
4. 1 2  Young, Silcock & Dunn 1969, 109–112쪽.
5. ↑  “Excerpt from the 'Special Message to the Congress on Urgent National Needs'”. NASA. 2004년 5월 24일. 2015년 5월 24일에 확인함.
6. ↑  NASA source
7. ↑  Young, Silcock & Dunn 1969, 162쪽.
8. ↑  Jordan 2003, 211쪽.
9. 1 2  Keilen, Eugene (1962년 9월 19일). “'Visiting Professor' Kennedy Pushes Space Age Spending” (PDF). 《The Rice Thresher》. 1면. 2018년 3월 11일에 확인함.
10. ↑  Malangone, Abigail (2017년 9월 12일). “We Choose to Go to the Moon: The 55th Anniversary of the Rice University Speech”. The JFK Library Archives: An Inside Look. 2019년 1월 6일에 원본 문서에서 보존된 문서. 2019년 1월 6일에 확인함.
11. 1 2 3 4  Boyd, Jade (2012년 8월 30일). “JFK's 1962 Moon Speech Still Appeals 50 Years Later”. Rice University. 2018년 2월 2일에 원본 문서에서 보존된 문서. 2018년 3월 20일에 확인함.
12. 1 2 3  “John F. Kennedy Moon Speech – Rice Stadium”. NASA. 2018년 3월 15일에 원본 문서에서 보존된 문서. 2018년 3월 19일에 확인함.
13. ↑  Davis, Brian (2015년 9월 8일). “Now 53 years later, JFK asks, 'Why does Rice play Texas?'”. 《Austin American-Statesman》. 2022년 11월 24일에 확인함.
14. 1 2  Khan, Sam Jr. (2019년 9월 11일). “'Why does Rice play Texas? ': How JFK's speech defined a rivalry”. ESPN. 2019년 10월 13일에 확인함.
15. 1 2  Jordan 2003, 214쪽.
16. ↑  “Inaugural Address, 20 January 1961”. John F. Kennedy Presidential Library & Museum. 2018년 3월 11일에 확인함.
17. 1 2 3 4  Logsdon 2011, 32쪽.
18. ↑  Kennedy, John. “Rice University, 12 September 1962”. John F. Kennedy Presidential Library and Museum. 2018년 3월 10일에 확인함.
19. ↑  Jordan 2003, 217–218쪽.
20. ↑  Kennedy, John. “Special Message to Congress on Urgent National Needs, May 25, 1961”. John F. Kennedy Presidential Library and Museum. 2018년 3월 10일에 확인함.
21. ↑  Jordan 2003, 219–220쪽.
22. ↑  Jordan 2003, 220–221쪽.
23. ↑  Jordan 2003, 224쪽.
24. ↑  Young, Silcock & Dunn 1969, 197쪽.
25. ↑  Young, Silcock & Dunn 1969, 197–198쪽.
26. ↑  “Address at 18th U.N. General Assembly”. John F. Kennedy Presidential Library & Museum. 1963년 9월 20일. 2018년 3월 11일에 확인함.
27. ↑  Young, Silcock & Dunn 1969, 202–207쪽.
28. 1 2  Glass, Andrew (2017년 9월 20일). “JFK Proposes Joint Lunar Expedition with Soviets, September 20, 1963”. 《Politico》. 2018년 3월 19일에 확인함.
29. ↑  “Text of Remarks at Signing of Trump Space Policy Directive 1 and List of Attendees”. 《spacepolicyonline.com》. 2018년 5월 12일. 2021년 8월 12일에 확인함.
30. ↑  Logsdon 2011, 33쪽.
31. ↑  “John F. Kennedy Podium”. Space Center Houston. 2021년 10월 26일에 원본 문서에서 보존된 문서. 2020년 3월 13일에 확인함.

## 더 읽어보기
- DeGroot, Gerard (2008). 《The Dark Side Of The Moon: the Magnificent Madness of the American Lunar Quest》. London: Vintage Books. ISBN 978-1-84413-831-9. OCLC 438328453.
- Launius, Roger D. (2011). 《After Apollo: The Legacy of the American Moon Landings》. New York: Oxford University Press. ISBN 978-0-230-11010-6. OCLC 707157323.
- Logsdon, John M. (2011). 《John F. Kennedy and the Race to the Moon》. Basingstoke: Palgrave Macmillan. ISBN 978-0-230-11010-6. OCLC 707157323.